# Liste de toponymes courts
Cet article est une liste de toponymes courts, c'est-à-dire d'une longueur d'une ou deux lettres.

## Une lettre

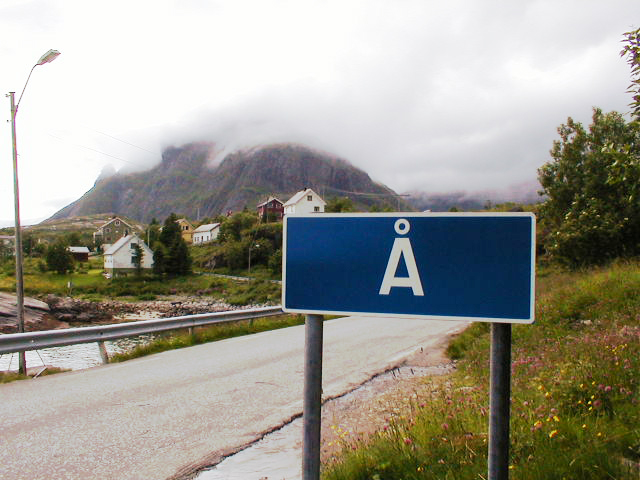
Entrée du village de Å, Moskenes, Norvège.

- Å, plusieurs localités en Norvège et en Suède. « Å » est le terme norvégien, danois et suédois pour « ruisseau ».
- D, cours d'eau de l'Oregon, aux États-Unis.
- E, montagne d'Hokkaidō, au Japon
- E, cours d'eau d'Écosse
- E, ancien État chinois
- I, vieux nom de l'île d'Iona, Écosse, préservé dans le nom de Dun I, son point le plus élevé.
- O, nom de plusieurs fermes en Norvège.
- O, ruisseau du Devon, Angleterre
- Ô, lieu-dit près de Mortrée, France
- Ô, lieu-dit près de Montpellier, France
- Ö (en), village en Suède. « Ö » est le terme suédois pour « île ».
- Ø, colline du Jutland, au Danemark. « Ø » est le terme danois pour « île ».
- U, Panama.
- U, (aussi Uh), village et municipalité de Pohnpei, États fédérés de Micronésie

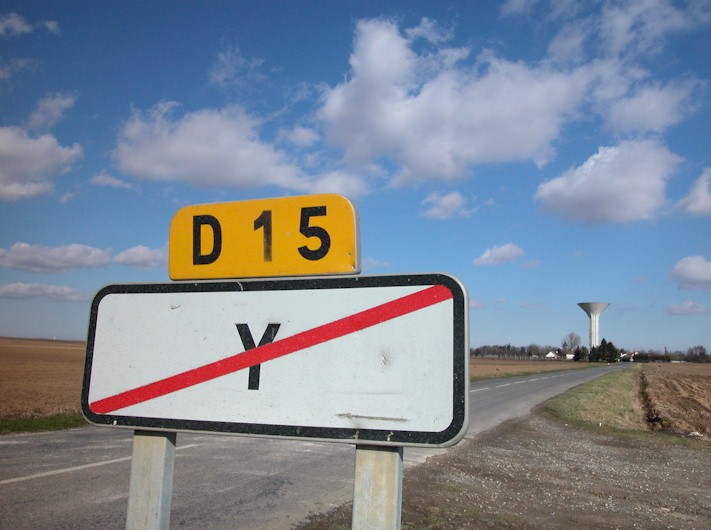
Fin du village de Y, Somme, France.

- Y, Alaska, États-Unis.
- Y, Somme, France.

## Deux lettres

### A
- Aa, village d'Estonie.
- Aa, nom de plusieurs cours d'eau, dont un fleuve côtier en France.
- Ae, village des Dumfries and Galloway, Écosse.
- Ág, Hongrie.
- Ai, ville fantôme du comté de Fulton, Ohio, États-Unis.
- Ål, comté de Buskerud, Norvège.
- An, xian du Sichuan, Chine
- Ao, Estonie.
- As, commune du Limbourg, Belgique.
- Aš, République tchèque.
- Ås, nom de plusieurs localités de Norvège et de Suède.
- Ås, härad de Västergötland, Suède
- Au, plusieurs localités en Allemagne, Autriche et Suisse.
- Au, Guinée
- Aÿ, commune de la Marne, France.

### B
- Ba, ville de la province de Ba, Fidji
- Ba, Serbie.
- Bo, nom asturien de Boo, Espagne
- Bo, Sierra Leone.
- Bő, Hongrie
- Bø, municipalités du Telemark et du Nordland, Norvège.
- Bu, plusieurs fermes en Norvège.
- Bû, Eure-et-Loir, France.
- By, Doubs, France.
- By, Norvège.

### C
- Ci, xian du Hebei, Chine

### D
- Da, ancien xian du Sichuan, Chine

### E
- Ea, ville du Pays basque, Espagne
- Ed, Suède
- Ed, Autriche
- Ed, Kentucky, États-Unis.
- Ee, Pays-Bas
- Ei, Kagoshima, Japon
- En (Pyrénées-Orientales), hameau de la commune de Nyer, en France
- Eš, République tchèque
- Eu, Seine-Maritime, France

### F
- Fa, Aude, France
- Fi, localité de Ségou, Mali
- Fu, xian du Shaanxi, Chine

### G
- Gu, xian du Shanxi, Chine
- Gy, Haute-Saône, France
- Gy, Canton de Genève, Suisse

### H
- Hå, Rogaland, Norvège
- He, Nord-Odal, Norvège
- He, xian de l'Anhui, Chine
- Ho, Ghana.
- Ho, Jutland, Danemark
- Hø, Inderøy, Norvège
- Hu, xian du Shaanxi, Chine

### I
- Ib, gare en Inde
- Ie, île et village de l'archipel Okinawa, Japon
- If, île au large de Marseille
- Ig, Slovénie
- Ii, Finlande

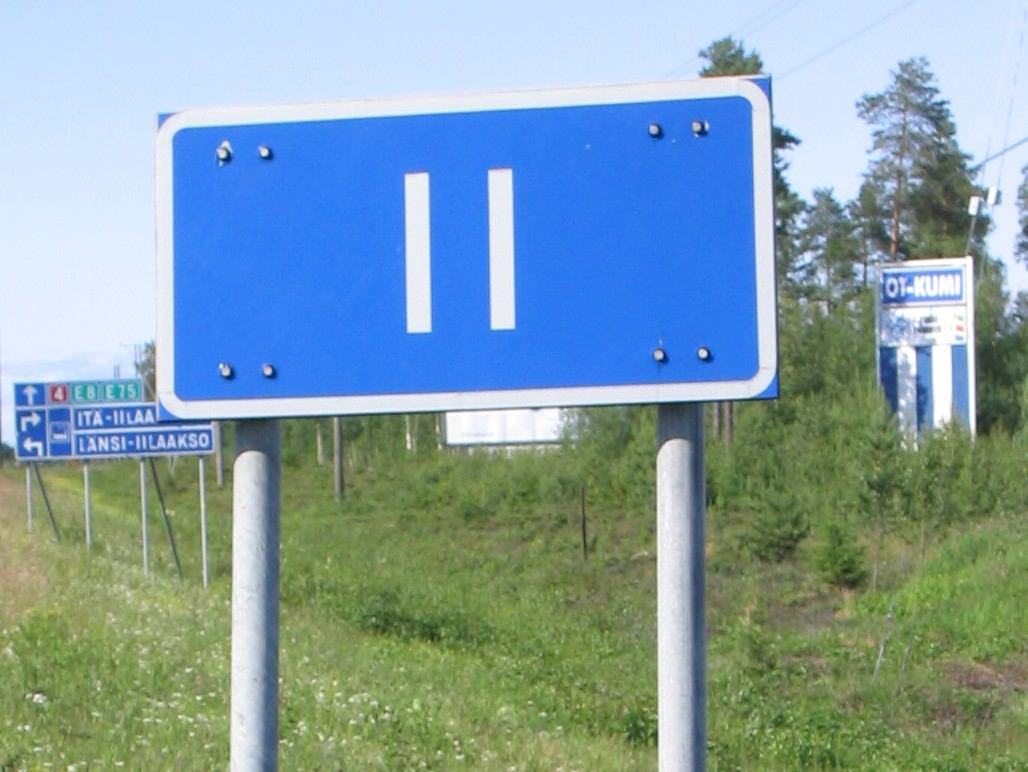
Panneau indiquant l'entrée du village d'Ii, en Finlande.

- IJ, lac, ancienne baie des Pays-Bas
- Io, île d'Hordaland, Norvège
- Ip, village du comté de Sălaj, Roumanie
- Is, village de l'oblast de Sverdlovsk, Russie
- Iž, île de Croatie

### K
- Ka, Østre Toten, Norvège

### L
- La, Sykkylven, Norvège
- Lå, Ål, Norvège
- Le, Vik, Norvège
- Li, Norvège
- Li, xian du Gansu, Chine
- Li, xian du Hebei, Chine
- Li, xian du Hunan, Chine
- Li, xian du Sichuan, Chine
- Li, amphoe de la province de Lamphun, Thaïlande
- Lo, section de la ville de Lo-Reninge, Flandre orientale, Belgique
- Lo, nom de plusieurs fermes de Norvège. « Lo » est un terme archaïque pour « pré ».
- Lø, Vindafjord, Norvège. « Lø » est un terme archaïque pour « grange ».
- Lu, Italie
- Lu, xian du Sichuan, Chine
- Lü, Suisse
- Lú, nom irlandais du comté de Louth, Irlande

### M
- Ma, rivière du Viêt Nam
- Mo, Norvège
- Mu, rivière de Birmanie
- My, section de Ferrières, province de Liège, Belgique

### N
- Nå, village de l'Ullensvang, Norvège
- Ne, Italie
- No, Danemark
- Ny, village d'Hotton, province de Luxembourg, Belgique

### O
- Oa, rivière de Meldal, Norvège
- Oa, péninsule de l'île d'Islay, Écosse
- Ob, fleuve de Russie.
- Ob, ville de Russie
- Ob, golfe de Russie
- Öd, Autriche
- Oe, Liège, Belgique
- Ōe, bourg de la préfecture de Yamagata, Japon
- Of, Turquie
- Og, rivière du Wiltshire, Angleterre
- Ōi, préfecture de Fukui, Japon
- Ōi, préfecture de Kanagawa, Japon
- Ōi, ancien bourg de la préfecture de Saitama, Japon
- Om, rivière de Russie
- On, commune de Marche-en-Famenne, province de Luxembourg, Belgique
- Øn, Norvège
- Oô, Haute-Garonne, France
- Or, nom originel de l'isthme de Perekop en Ukraine.
- Őr, Hongrie
- Os, Hedmark, Norvège
- Os, Hordaland, Norvège
- Oś, powiat de Kluczbork, Pologne
- Ōu, chaîne de montagnes du Japon
- Oy, Allemagne
- Øy, Norvège
- Oz, Isère, France
- Oz, Kentucky, États-Unis

### P
- Pô, fleuve d'Italie
- Pi, Catalogne, Espagne
- Pi, xian du Sichuan, Chine
- Pô, Burkina Faso
- Pu, xian du Shanxi, Chine
- Py, Pyrénées-Orientales, France

### Q
- Qi, xian de Hebi, Henan, Chine
- Qi, xian de Kaifeng, Henan, Chine
- Qi, xian du Shanxi, Chine
- Qu, xian du Sichuan, Chine

### R
- Ra, Borre, Norvège
- Rå, Ringerike, Norvège
- Re, Italie
- Re, Vestfold, Norvège
- Ré, île de Charente-Maritime, France
- Ri, Orne, France
- Ro, Italie
- Ro, Pyrénées Orientales, France
- Ro, nom de plusieurs fermes en Norvège
- Ry, Seine-Maritime, France

### S
- Sè, Bénin
- Sè, Burkina Faso
- Sé, district de São Paulo, Brésil
- Sé, Hongrie
- Sé, freguesia de Macao
- Sé, plusieurs freguesias du Portugal
- Si, xian d'Anhui, Chine
- Sy, province de Liège, Belgique
- Sy, Ardennes, France

### T
- Ti, Oklahoma, États-Unis
- Tsu, est la capitale de la préfecture de Mie au Japon

### U

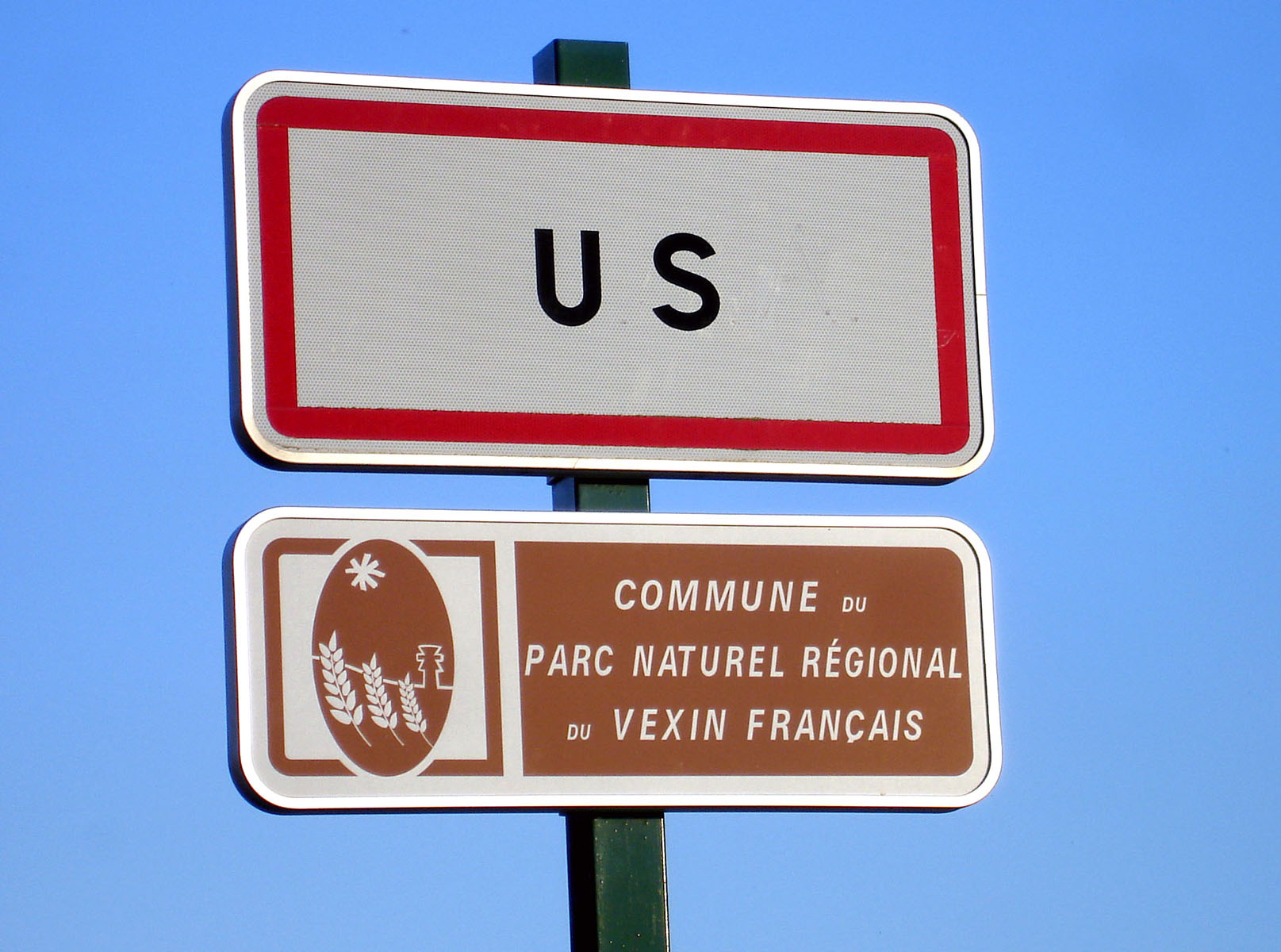
Panneau à l'entrée d'Us, France.

- Ub, rivière de Serbie
- Ub, ville de Serbie
- Ul, freguesia du Portugal
- Ur, ancienne ville de Mésopotamie
- Ur, Pyrénées-Orientales, France
- Us, Val-d'Oise, France
- Uz, Hautes-Pyrénées, France
- Uz, Kentucky, États-Unis
- Uz, rivière de Roumanie

### V
- Ve, Norvège
- Ve, petites îles de Shetland, Écosse
- Vò, Italie

### W
- Wu, région du Jiangsu et du Zhejiang, en Chine.
- Wu, ancien État chinois (Xe siècle av. J.-C. – -473)
- Wu, ancien royaume chinois (229 – 280)
- Wu, ancien royaume chinois (907 – 937)
- Wy, province de Luxembourg, Belgique

### X
- Xi, xian du Henan, Chine
- Xi, xian du Shanxi, Chine

### Y
- Ye, Birmanie
- Ye, xian du Henan, Chine
- Yé, village de l'île de Lanzarote, Espagne
- Yi, xian d'Anhui, Chine
- Yi, xian du Hebei, Chine
- Yi, xian du Liaoning, Chine
- Yi, rivière d'Uruguay
- Yp, désert de l'ouest des États-Unis
- Ys, ville légendaire de Bretagne
- Yu, xian du Hebei, Chine
- Yu, xian du Shanxi, Chine
- Yū, ancienne ville de la préfecture de Yamaguchi, Japon

### Z
- Zu, village du Badakhchan, Afghanistan